# 中外合作经营企业
中外合作经营企业，是中华人民共和国的一类企业类型，属于三资企业的一种。
它包括法人型和非法人型两种。外国合作者可以是公司、企业、其他经济组织和个人；中方合作者可以是公司、企业或者其他经济组织，但不能是个人。外方合作者的投资比例一般不得低于注册资本的25%。公司的组织模式比较灵活，可以采取董事会制，也可以采用联合管理委员会制，或者委托管理制等。
2020年1月1日起，根据新施行的《中华人民共和国外商投资法》，中外合作经营企业这一企业类型被废除，并入外商投资企业，现有的中外合资企业将于5年过渡期内变更为新的类型。